# GUT (groupe)
Pour les articles homonymes, voir GUT.
GUT (aussi stylisé Gut ou G.U.T.) est un groupe allemand de goregrind et pornogrind. Formé en 1991, Gut est une référence du goregrind underground ; ils inspirent de nombreux autres groupes, dont le groupe français Gronibard, qui fait une reprise de leur titre Cripple Bitch.
GUT est produit par le label Bizarre Leprous Production.

## Histoire
GUT est formé en 1991 par le batteur Tim Eiermann (pseudonyme « Organic Masturbator Of 1000 Splatter Whores aka H.B. Boner aka Hott Beatz Bonassis ») et le guitariste Joe Proell (pseudonyme « Torturer of Lacerated and Satanic Tits alias G. Cheezus), qui étaient tous deux membres de Pyogenesis. Peu après la formation, le chanteur Oliver Roder (pseudonyme G.G. Ollin alias Spermsoaked Consumer of Pussy Barbeque alias Bukkake Boy) rejoint le groupe. 
En juillet 1991, GUT enregistre sa première démo Drowned in Female Excrements, mais sans bassiste. Au printemps, d'autres titres sont  enregistrés et apparus par la suite sur différents EP. Musicalement, le groupe s'est éloigné du grindcore classique, jouant des chansons plus lentes et plus compréhensibles, dont les textes tournaient autour de thèmes liés au splatter et à la pornographie. C'est à ce moment que naît le pornogrind. En raison de son apparence et de sa manière d'aborder le public lors des concerts, GUT ne reçoit pas beaucoup d'offres de concerts et se produit surtout dans le sud-ouest et l'est de l'Allemagne. Ils sont soutenus par des membres de leurs collègues de Dead ainsi que par Pumpgun Messiah, le bassiste de Nyctophobic. En été, le groupe enregistre son premier album, Odour of Torture, qui sort en 1995 sous la distribution de Morbid Records. Pour des raisons inconnues, GUT se sépare en avril 1995.
Le batteur Tim Eiermann forme Liquido, le chanteur Oliver Roder se consacre à son projet d'electro-grind Nunwhore Commando 666, au groupe de techno-grindcore Libido Airbag et couvre également le rap horrorcore sous le nom de R.O.D. comme son spectre musical. En 2004, Roder annonce son intention de reformer GUT. 